# Генрі Бергман
Генрі Бергман (англ. Henry Bergman; 23 лютого 1868 — 22 жовтня 1946) — американський актор театру і кіно, відомий своєю довгою співпрацею з Чарлі Чапліном.

## Біографія
Народився в Сан-Франциско, штат Каліфорнія, виступав у театрі. У 1914 році, у віці 46 років, вперше з'явився на екрані. З участі у фільмі «Лавка лихваря» в 1916 році почалося його співробітництво з Чарлі Чапліном. Протягом своєї подальшої кінокар'єри він знявся в таких фільмах Чапліна як «Іммігрант», «Собаче життя», «Золота лихоманка», «Цирк» і «Вогні великого міста» Останній раз він з'явився на екрані у фільмі Чапліна «Нові часи» в ролі менеджера ресторану. Пізніше він допомагав Чапліну при зйомках фільму «Великий диктатор». Чаплін допоміг Бергману у фінансуванні ресторану «Генрі», який Бергман відкрив у Голлівуді. Ресторан став популярним місцем зустрічі для знаменитостей, попередником ресторану «Brown Derby». Генрі Бергман продовжував співпрацювати з Чарлі Чапліном аж до своєї смерті від серцевого нападу в 1946 Актор похований на кладовищі Hillside Memorial Park в Калвер-Сіті, Каліфорнія.

## Фільмографія
- 1916 — Позикова каса / The Pawnshop — лихвар
- 1916 — Бродяга / The Vagabond — (немає в титрах)
- 1916 — Граф / The Count — (немає в титрах)
- 1916 — За екраном / Behind the Screen — (немає в титрах)
- 1916 — Скетинг-ринг / The Rink — місіс Стаут / злий клієнт
- 1917 — Іммігрант / The Immigrant — художник
- 1917 — Тиха вулиця  / Easy Street — анархіст
- 1917 — Лікування / The Cure — масажист
- 1917 — Шукач пригод / The Adventurer — батько дівчини
- 1918 — Собаче життя / A Dog's Life — товста дама в кафе / безробітний
- 1918 — Облігація / The Bond — Джон Булль
- 1918 — На плече! / Shoulder Arms — Німецький сержант / фельдмаршал фон Гінденбург
- 1919 — Сонячна сторона / Sunnyside — батько дівчини
- 1919 — Задоволення дня / A Day's Pleasure — капітан, чоловік в автомобілі і другий полісмен
- 1921 — Святковий клас / The Idle Class — гість у формі поліцейського
- 1922 — День отримання зарплати / Pay Day — товариш по чарці
- 1923 — Парижанка / A Woman of Paris: A Drama of Fate — метрдотель
- 1923 — Пілігрим / The Pilgrim — шериф в поїзді / людина на залізничній станції
- 1925 — Золота лихоманка / The Gold Rush — Хенк Кертіс
- 1928 — Цирк / The Circus — старий клоун
- 1931 — Вогні великого міста / City Lights — мер / сусід сліпої дівчини
- 1936 — Нові часи / Modern Times — господар кафе